# Relation dose-effet
 (décembre 2019).
Si vous disposez d'ouvrages ou d'articles de référence ou si vous connaissez des sites web de qualité traitant du thème abordé ici, merci de compléter l'article en donnant les références utiles à sa vérifiabilité et en les liant à la section « Notes et références ».

Cet article est relatif aux conséquences de l'exposition aux substances toxiques ou pharmacologiques. Pour comprendre les conséquences de l'ingestion de bactéries pathogènes, le lecteur est invité à aller aux pages relatives à la dose minimale infectante.

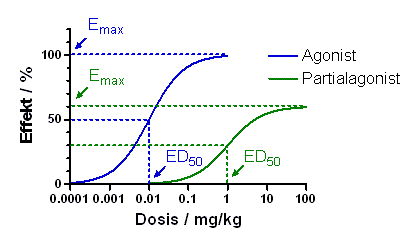
Courbes dans un repère semi-logarithmique montrant le pourcentage d'effet de deux « stresseurs » (Facteurs de stress).

La relation dose-effet ou relation exposition-réponse ou plus simplement écrite dose-réponse exprime le changement d'effet, sur un organisme, provoqué par une quantité différente de « stresseurs », ou de « stimuli » après un certain temps d'exposition. Elle peut s'appliquer à des individus (par exemple, une petite quantité n'a aucune incidence, alors qu'une grande dose est mortelle), ou à une population (par exemple, combien d'êtres vivants d'une population sont atteints selon le niveau d'exposition, ou dans le cas d'un essai clinique, où la relation dose-effet d'un principe actif peut-être élucidée grâce aux études pharmacocinétiques.). 
Par exemple de très faibles doses d'auxine (phytohormone de croissance végétale endogène) ont un effet sur la croissance en longueur des segments de végétaux.
Cette notion est l'une des bases de l'établissement de « niveaux » et « seuils d'intervention » règlementaires face aux contaminants jugés les plus préoccupants, néanmoins pondérée par d'autres éléments tels que les conditions techniques et économiques du moment. Elle est en outre indispensable dans le développement de tout nouveau médicament.

## En toxicologie

### Enjeux
« Tout est poison, rien n'est poison : c'est la dose qui fait le poison. »

— Citation attribuée à Paracelse.
Avec celui de biodisponibilité et de la bioaccessibilité, le concept de dose-réponse est au cœur de l'étude scientifique des oligoéléments, des poisons et des contaminants environnementaux (domaines de la toxicologie et de l'écotoxicologie et en partie de l'écoépidémiologie) dont notamment les perturbateurs endocriniens qui remettent en cause le paradigme de Paracelse.
Tous les organismes biologiques (dont l'Homme) sont en effet exposés (naturellement ou accidentellement) à de nombreux contaminants (aux propriétés chimiques, physiques, radiologiques variées), susceptibles de synergiquement interagir entre eux et avec les organismes ou leur environnement. 

Les doses biologiques auxquelles sont exposées les organismes déclenchent ou non une grande variété de réponses (dont des réponses adaptatives).
La compréhension de ces phénomènes, souvent complexes, est encore lacunaire. 

Elle est pourtant essentielle, et elle fait pour cette raison l'objet d'efforts de recherche. dans les domaines de la biostatistique, de la toxicologie, de la pharmacologie, de la médecine (en particulier pour les neurosciences, l'immunologie, l'épidémiologie, la médecine du travail, la santé environnementale, la santé reproductive, la radiobiologie (cf. doses « nécessaire et suffisante » versus risque de cancers radio-induits), la médecine vétérinaire…).
Les relations dose-effet font aussi l'objet de recherches dans le domaine la climatologie (boucles de rétroaction et interactions complexes avec le vivant), de la chimie fine et de la chimie des catalyseurs ou encore dans le domaine de l'environnement (par exemple pour la biologie du développement et du comportement, l'écologie et les services écosystémiques, ainsi qu'en écoépidémiologie.)
Malgré d'importants progrès scientifiques dans ces domaines, des lacunes de connaissance et des dissensus importants persistent concernant les effets de l'exposition chronique aux faibles doses de nanoparticules, de prions pathogènes, de transgènes et de faibles doses d'irradiation. Mieux comprendre ces phénomènes est un enjeu pour l'évaluation des risques, l'évaluation et les choix de politiques publiques et pour la prospective.

### L'évaluation de la dose reçue
Elle doit être qualitative et quantitative. Ses effets sur l'entité biologique  (la « réponse » varient selon le type de contaminant et la dose, mais aussi selon l'état de santé de l'entité biologique, son âge/phase cycle de développement ; par exemple l'embryon peut être sensibles à une très faible dose de perturbateur endocrinien qui sera sans effet chez l'adulte et parfois il n'y sera sensible qu'à une brève période de son développement (moment de la formation des gonades par ex dans le cas de certains perturbateurs endocriniens).

### Évaluation de la relation dose-réponse
On cherche pour chaque contaminant à établir ou modéliser une relation dose-réponse, souvent sous forme de « courbe » dose-réponse. 

Une telle courbe peut traduire une relation « linéaire sans seuil », ou au contraire comprendre des ruptures (effet de seuil, toxicité aiguë, mort). 

C'est sur ce type de courbe, quand elle est disponible que s'appuient les autorités environnementales pour évaluer les risques sanitaires associés à l'exposition à divers contaminants dans l'environnement. Quand la donnée n'est pas disponible, on s'appuie parfois sur des analogues (dans le cas des isotopes rares par exemple) ou contaminants jugés avoir des effets proches de celui étudié.
Les apports et progrès de la santé environnementale font qu'on tend à passer d'une approche sommaire et réductrice de l'évaluation des risques sanitaires humains, autrefois essentiellement basée sur des paramètres définis par contaminant unique (sans prendre en compte les synergies) ou sur la base de résultats de santé (épidémiologie, par exemple du cancer) vers une approche plus holistique.
La complexité des éléments à prendre en compte augmente encore avec l'évaluation de la santé des écosystèmes ou avec l'évaluation des risques écologiques, bien que les principes de base soient proches. 
Certains auteurs introduisent la notion intégratrice de « Dose facteurs de stress » plutôt qu'utiliser la dose chimique stricto sensu. 
Il apparait de plus en plus que les risques pour l'homme sont notamment et à long terme probablement principalement liés à l’État toxicologique de l'environnement, c'est pourquoi l'OMS et l'OIE ont proposé l'approche One health (EcoHealth ayant le même objectif).
Une question ne fait pas consensus concernant certains contaminants est celle de l'effet des faibles ou très-faibles doses, ou de l’existence de relations sans seuils (avec toxicité quelle que soit la dose). 

### Recherche scientifique

#### Effets des faibles doses
Outre les hormones, certains produits ou composés toxiques sont connus pour être actifs à faible voir très faible doses, comme le plomb par exemple, notamment chez l'enfant. 
C'est aussi le cas des leurres hormonaux perturbateurs endocriniens avec exemple, certains phénols sont très répandus dans l'environnement depuis quelques années (dont le bisphénol A). Même à faible dose, certains sont des perturbateurs endocriniens, notamment pour les garçons qui y sont très fréquemment exposés in utero, avec alors un risque accru d'anomalies de développement du fœtus, de féminisation, de malformations de l'appareil génital mâle, et d'obésité quand ils grandiront,, (comme pour le parabène,). En France, une étude menée en 2014 a retrouvé des traces de phénols dans les urines de la plupart des femmes enceintes testées et montré qu'au sein d'une population de garçons nouveau-nés, le taux de triclosan urinaire maternel a été associée à une croissance fœtale réduite en fin de grossesse et à une réduction du périmètre crânien à la naissance. Les parabènes ont au contraire été associés à une augmentation du poids à la naissance, et une association positive a été trouvée entre l'exposition in utero au parahydroxybenzoate de méthyle avec le poids, qui est restée manifeste jusqu'à 36 mois après la naissance.
Les questions scientifiques en jeu sont si complexe notamment dans le domaine des faibles doses et de l'hormèse (phénomène dose-réponse caractérisée par une stimulation à faible dose et une inhibition à forte dose), qu'une société savante (« International Dose-Response Society ») et une publication scientifique ; Revue Dose-Response) y sont entièrement dédiées.